# Nianza (Ruanda)
Nianza (em inglês: Nyanza) é uma cidade da Ruanda situada na província (intara) do Sul. Segundo censo de 2012, havia 25 417 habitantes.
O palácio do último umwami (rei tradicional) de Ruanda está localizado a uma curta distância do centro da cidade e é a principal atração turística da cidade. Lá, é possível ver o antigo palácio tradicional do rei e contrastá-lo com o moderno palácio construído a poucos passos pelos colonizadores belgas para o rei. Embora grande parte do palácio do rei permaneça como era quando o rei vivia nele durante as décadas de 1950 e 1960, alguns móveis foram roubados ou destruídos durante o genocídio de 1994. Em alguns casos, réplicas dos móveis originais foram instaladas. Não são permitidas fotos dentro do palácio.